# Apophyga
Apophyga is een geslacht van vlinders van de familie spanners (Geometridae), uit de onderfamilie Ennominae.

## Soorten
- A. altapona Holloway, 1976
- A. apona Prout, 1932
- A. griseiplaga Warren, 1907
- A. sericea Warren, 1893